# Старые вроцлавские анналы
Старые вроцлавские анналы (лат. Annales Wratislavienses antiqui, пол. Rocznik wroclawski dawny — древнейшее силезское историческое сочинение, названное издателем XVIII в. В. Соммерсбергом: «фрагментом древнейшей силезской хроники». В н.в. рукопись утрачена. Почти полностью соответствуют Анналам вроцлавского магистрата. Охватывают период с 1238 по 1308 гг. Описывают события истории Силезии, сообщая при этом отдельные сведения по истории остальной Польши, а также Чехии, Германии и Золотой Орды.

## Издания
1. Chronici Silesiae vetustissimi fragmentum // Silesiacarum rerum Scriptores / Conf. F.W. de Sommersberg. Lipsiae, 1730. Т. II, s. 17-18.
2. Annales Wratislavienses antiqui / ed. W. Arndt // MGH. SS. 1866. T. XIX, p. 527—529.
3. Rocznik wroclawski dawny / wydal A. Bielowski // MPH, Tomus 3. Lwow. 1878, p. 680—685.

## Переводы на русский язык
- Старые вроцлавские анналы в переводе А. С. Досаева на сайте Восточная литература